# Dolní Habartice
Dolní Habartice (en allemand : Nieder Ebersdorf) est une commune du district de Děčín, dans la région d'Ústí nad Labem, en Tchéquie. Sa population s'élevait à 586 habitants en 2021.

## Géographie
Dolní Habartice se trouve à 9 km au sud-est de Děčín, à 22 km au nord-est d'Ústí nad Labem et à 76 km au nord de Prague.
La commune est limitée par Dobrná au nord, par Horní Habartice à l'est, par Velká Bukovina au sud-est, par Františkov nad Ploučnicí au sud-ouest et par Benešov nad Ploučnicí à l'ouest.

## Histoire
La première mention écrite du village date de 1281.

## Transports
Par la route, Dolní Habartice se trouve à 12 km de Děčín, à 31 km d'Ústí nad Labem et à 104 km de Prague.